# Jacques el fatalista
Jacques el fatalista y su maestro (del francés: Jacques le fataliste et son maître) es una novela de Denis Diderot dentro del subgénero de la novela satírica, escrita durante el período 1765 a 1780, donde analiza la psicología del libre albedrío y el determinismo. Es una de las obras más importantes de la literatura de Francia durante la Ilustración.

## Argumento
El tema principal del libro son los diálogos entre el criado Jacques y su amo mientras viajan a caballo. Los dos se dirigen a un destino sin entrar en muchos detalles y para disipar el tedio del viaje el dueño de Jacques le pide que relate las historias de sus amores. Sin embargo, la historia de Jacques es continuamente interrumpida por otros personajes y diversos percances cómicos. Otros personajes en el libro cuentan historias, así, y ellos también, se interrumpen continuamente. Hay incluso un personaje "lector" que interrumpe periódicamente al narrador con preguntas, objeciones y exigencias para obtener más información o detalles. Los cuentos contados por lo general son de humor, con romance o sexo, y cuentan con personajes complejos que llevan a engaño.
El libro está lleno de personajes contradictorios y otras realidades enfrentadas. Una historia habla de dos hombres en el ejército, que eran tan parecidos que, aunque eran los mejores amigos, no podían dejar competir en duelo e hiriendo a los demás. Otra preocupación del Padre Hudson, un reformador inteligente y eficaz de la iglesia, es una empresa privada, el personaje más depravado en el libro. Incluso Jacques y su amo allá de sus funciones aparentes, como Jacques demuestra, en su insolencia, que su amo no puede vivir sin él, y por lo tanto es Jacques quien es el maestro y el maestro el sirviente:

Jacques preguntó a su amo si no había advertido que, por grande que fuera la miseria de la gente pobre, sin tener pan para ellos, todos tenían perro… De donde concluyó que todo hombre quería mandar a otro; y que al hallarse el animal en la sociedad inmediatamente debajo de la clase de los últimos ciudadanos mandado por todas las demás clases, aquéllos tomaban a un animal para poder mandar también a alguien… Cada cual tiene su perro. El ministro es el perro del rey, el primer funcionario es el perro del ministro…

## Ediciones
La primera edición francesa se publicó póstumamente en 1796. Pero antes de esto era conocido en Alemania, gracias a la traducción parcial de Friedrich Schiller de la obra en 1785 (que fue retraducida al francés en 1793) y la versión completa por Mylius en 1792.

### Ediciones en español
- Editorial Planeta, 1992. Traducción de María Fortunata Prieto Barral. (Incluye El sobrino de Rameau).

- Alfaguara, 2004. Colección Clásicos Modernos. Traducción de Félix de Azúa.

## Características

### Novela satírica
Desde el siglo XVI forma parte de la novela de Europa una tradición de historias de héroes individuales con características personales y nacionales. En Alemania en 1510 Till Eulenspiegel, en España el Lazarillo de Tormes (1554).
Una segunda tradición de romances o novelas satíricas se remonta al escritor Heinrich Wittenwiler (1410) y François Rabelais, autor de Gargantúa y Pantagruel (1532–1564). Como parodia y sátira de los libros de caballerías,  Miguel de Cervantes con El Quijote (1606, 1615): su héroe el hidalgo Don Quijote pierde el contacto con la realidad mediante la lectura de romances, también muchos en la tradición de la novela caballeresca Amadís de Gaula.
Jacques el fatalista entronca con la tradición cervantina, pero lo hace sobre todo a través de la obra satírica de Laurence Sterne (1713-1768) Tristram Shandy (1759), con la que comparte rasgos formales y narrativos. De hecho, la novela toma como punto de partida una anécdota del Tristram Shandy, y más avanzada la obra, Diderot no sólo no oculta su origen, sino que expresa su admiración por Sterne. Al igual que Jacques el fatalista, Sterne presenta una trama no lineal e intrincada, pero las similitudes entre ambas obras son meramente anecdóticas y de estilo. Tristram Shandy trata sobre las vivencias domésticas un tanto grotescas de un grupo de personajes, mientras que Jacques presenta una trama itinerante de inspiración cervantina, donde se describe la picaresca de dos personajes que vagan por el mundo. El estilo suelto y el humor desenvuelto, así como la libertad estilística, es común a ambas obras, pero no tanto su tesis temática: Sterne construye la obra siguiendo una rigurosa asociación de ideas de inspiración Lockeana que justifica un complejo mundo de causas y consecuencias, mientras que Diderot aborda la concatenación de causas y consecuencias a favor de la oposición del fatalismo determinista y la libertad.

### Fatalismo o determinismo
¿Cómo se conocieron? Por casualidad, como todo el mundo. ¿Cómo se llamaban? ¿Qué os importa? ¿De dónde venían? Del lugar más cercano. ¿Adónde iban? ¿Sabemos acaso dónde vamos? ¿Qué decían? El amo no decía nada; y Jacques decía que su capitán decía que todo cuanto de bueno y malo nos acontece aquí abajo, escrito estaba allí arriba.
Página 1

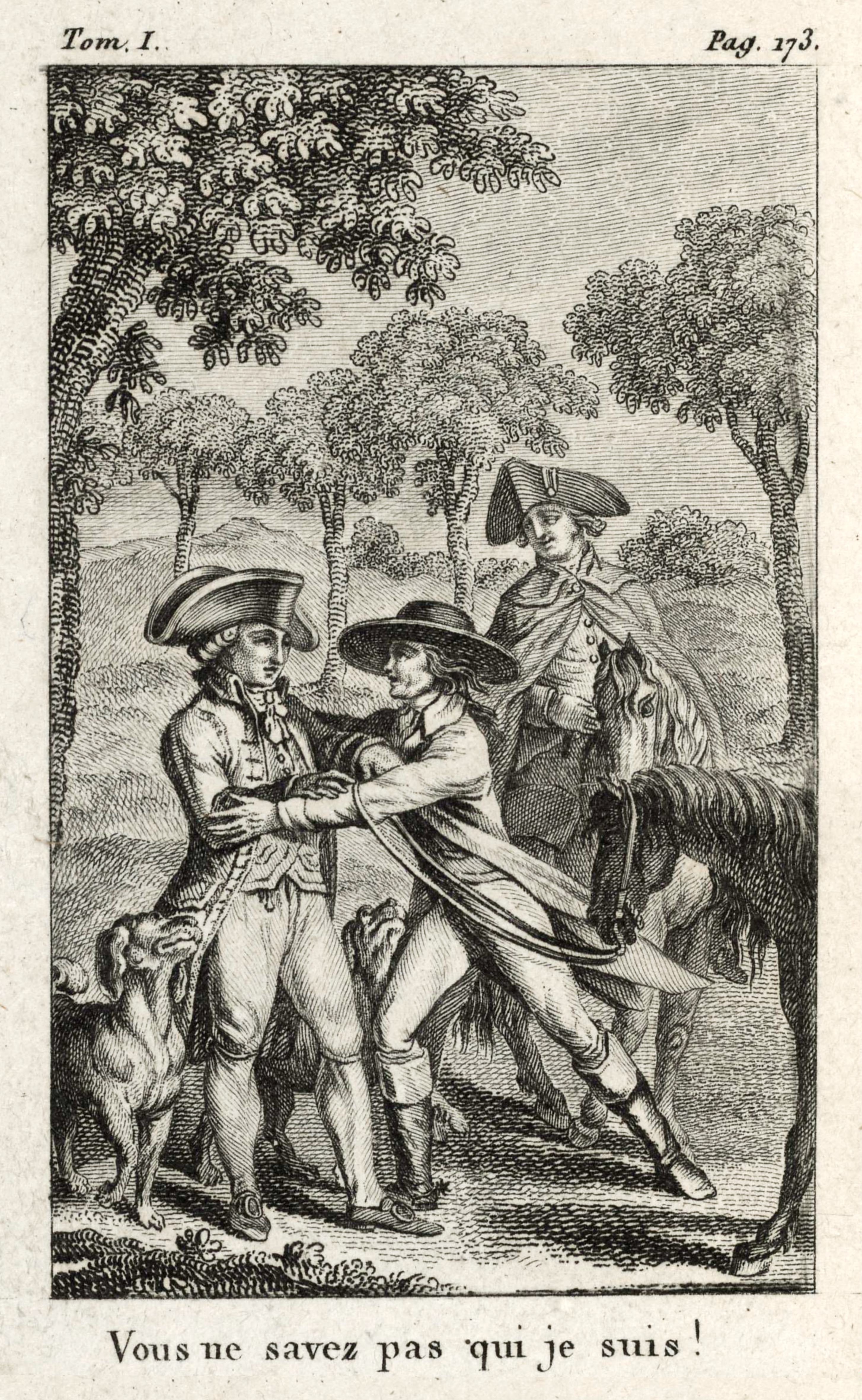
Ilustración de Jacques y su amo (1797)

En el principio del libro ya se expone lo que será el leit motiv de Jacques, el fatalismo, según el filósofo Yvon Belaval. Sin embargo, hoy en día críticos como John Robert Loy han caracterizado las obras de Diderot, no como fatalista, ya que define una creencia religiosa y Jacques no es creyente, sino como determinista (en el sentido epistemológico de la palabra).

### Discurso narrativo
En Jacques el fatalista se cuentan muchas historias mientras el criado Jacques y su amo viajan juntos, distrayéndoles por el camino. El amo desea que Jacques le cuente la historia de sus amores, historia que éste inicia pero que se ve interrumpida constantemente: se encuentran a otras personas y entablan conversación o paran en un albergue, otras veces mana otra historia, de ésta otra y otra. Esto hace que en ocasiones la historia se queda suspendida para continuarse más adelante.
En Jacques el fatalista hay varias apelaciones, por parte del autor ficcionalizado, a la presencia del lector. Pone en juego varias historias dentro de la historia y cada una de las cuales posee una relativa autonomía sintáctica.